# Aldo Schiavone
Pour les articles homonymes, voir Schiavone.
Aldo Schiavone est un universitaire et historien italien, né le 5 décembre 1944 à Pomigliano d'Arco, dans la province de Naples, en Campanie. Il a été directeur de l'Institut italien de Sciences humaines (Florence et Naples), où il a enseigné le droit romain avant de démissionner à la suite d'une affaire de corruption dont la justice le blanchit.

## Biographie
Fils d'un avocat et d'une professeur de mathématiques, Aldo Schiavone étudie à l'université de droit de Naples, « une ville avec une grande tradition intellectuelle de gauche ». Historien « marxiste », spécialiste du droit romain, il consacre une partie notable de ses travaux à la question de l'esclavage.
En 1980, il est nommé directeur de l'institut Gramsci, l'institut culturel du Parti communiste italien (PCI). Il oriente ses recherches vers l'histoire de l'économie antique. En 1989, quelques semaines avant la chute de l'URSS, Schiavone quitte le PCI. Néanmoins, le marxisme restera « l'une des sources de son travail d'historien ». 
Aldo Schiavone a codirigé, avec Arnaldo Momigliano, une monumentale Histoire de Rome chez Einaudi (7 volumes 1988-1993). Il collabore régulièrement au journal La Repubblica.
Sur son essai L'Histoire brisée. La Rome antique et l'Occident moderne, François Dufay écrit : « il y soulève une grande question : pourquoi l'Empire romain, cette "économie-monde" qui avait tous les atouts pour connaître un décollage économique, a-t-il plafonné avant de s'écrouler, retardant de dix siècles le grand bond en avant de l'Occident ? [...] auquel Aldo Schiavone répond avec brio. Et tant pis s'il enfreint au passage l'un des tabous de la science historique, en imaginant le scénario d'une histoire qui n'est pas advenue ! »

## Procès et acquittement
En 2011, il a été mis en cause par la justice italienne pour abus d'autorité et corruption dans le cadre de ses fonctions de directeur de l'Institut de Sciences Humaines (SUM) de Florence. Il avait été accusé notamment d'avoir gaspillé 3 millions d'euros d'argent public pour des voyages et dîners personnels et d'avoir favorisé le recrutement d'amis et parents à l'Institut : la régularité même de sa nomination à la tête de l'Institut a été mise en cause par l'enquête. Le 13 décembre 2018, la Cour d'appel de Florence, à la demande du Procureur Général, a acquitté le Professeur Aldo Schiavone de toutes accusations, « car le délit n'a pas été commis », comme cela a été rapporté par trois articles de Il Corriere della Sera: le premier par Ernesto Galli della Loggia, le deuxième par Ferruccio Pinotti, le troisième par Elvira Serra.

### Ouvrages originaux en italien
- Studi sulle logiche dei giuristi romani, Napoli, Jovene, 1971.
- Nascita della giurisprudenza, Roma-Bari, Laterza, 1976.
- Storiografia e critica del diritto, Bari, De Donato, 1980.
- Alle origini del diritto borghese. Hegel contro Savigny, Roma-Bari, Laterza, 1984.
- Giuristi e nobili nella Roma repubblicana, Roma-Bari, Laterza, 1987.
- Linee di storia del pensiero giuridico romano, Torino, Giappichelli, 1994.
- Ai confini della storia (insieme a Jean Pierre Vernant), Torino, Einaudi, 1995.
- La storia spezzata. Roma antica e occidente moderno, Roma-Bari, Laterza, 1996
- Italiani senza Italia, Torino, Einaudi, 1998.
- I conti del comunismo, Torino, Einaudi, 1999.
- Ius. L'invenzione del diritto in Occidente, Torino, Einaudi, 2005
- Storia del diritto romano e linee di diritto privato (a cura di), Torino, Giappichelli, 2005.
- Storia e destino, Torino, Einaudi, 2007.
- L'Italia contesa. Sfide politiche ed egemonia culturale, Roma-Bari, Laterza, 2009.
- Pensare l'Italia, insieme a Ernesto Galli della Loggia, Torino, Einaudi, 2011 -  (ISBN 978-88-06-20579-9)
- Spartaco. Le armi e l'uomo, Torino, Einaudi, 2011 -  (ISBN 978-88-06-19667-7)
- Non ti delego. Perché gli Italiani non credono più nella loro politica, Milano, Rizzoli, 2013.
- Ponzio Pilato. Un enigma tra storia e memoria, Einaudi, Torino, 2016.
- Eguaglianza : Una nuova visione sul filo della storia, Einaudi, Torino, 2019.

### Ouvrages traduits en français
- L'Histoire brisée : La Rome antique et l'Occident moderne [« La storia spezzata. Roma antica e occidente moderno »], Belin, coll. « L'antiquité au présent », 2003, 286 p. (ISBN 978-2701129730); Belin Poche, 2009, 368 p.,  (ISBN 978-2701151786)
- Ius : L'invention du droit en Occident [« Ius: L'invenzione del diritto in Occidente »], Belin, coll. « L'antiquité au présent », 2009, 539 p. (ISBN 978-2701144191); Belin Poche, 2011, 672p,  (ISBN 978-2701161204)
- Histoire et destin [« Storia e destino »], Belin, 2009, 115 p. (ISBN 978-2701149233)
- À la recherche de Spartacus, Belin, coll. « L'antiquité au présent », octobre 2014, 192 p.  (ISBN 2701161177)
- Ponce Pilate, Fayard, 2016, 248 p.
- Une histoire de l'égalité : Leçons pour le XXIe siècle [Eguaglianza : Una nuova visione sul filo della storia], Fayard, "l'épreuve de l'histoire", 2020, 384 p.